# 1729 Беріл
1729 Беріл (1729 Beryl) — астероїд головного поясу, відкритий 19 вересня 1963 року.
Тіссеранів параметр щодо Юпітера — 3,635.